# 리처드 베이머
리처드 베이머(Richard Beymer, 1939년 2월 20일 ~ )는 미국의 배우이다.

## 출연 작품

### 드라마
- 트윈 픽스